# Копчевский, Николай Александрович
Николай Александрович Копчевский (24 апреля 1930, Ленинград — 2 апреля 1988) — российский музыковед.
В 1957 окончил Московскую консерваторию по классу фортепиано Я. И. Мильштейна (ранее обучался у Г. Г. Нейгауза), посещал теоретико-композиторский факультет. В этом же году начал работать в должности редактора (впоследствии — старшего редактора) издательства «Музыка». В 1961—1966 гг. преподавал на музыкальном факультете МГПИ им. В. И. Ленина, в 1966—1973 гг. — в Московской консерватории. Работал также как концертмейстер и лектор.
Опубликовал несколько десятков работ об академической музыке, преимущественно о фортепианном репертуаре.

## Труды

### И. С. Бах
- «Хорошо темперированный клавир» (М., 1963)
- «Каприччио на отъезд возлюбленного брата» и «Ария, варьированная в итальянской манере» (М., 1968)
- «Искусство фуги» (М., 1974)
- «Нотная тетрадь Вильгельма Фридемана Баха» (М., 1975)
- «Клавирные пьесы западноевропейских композиторов» (вып. 1, 2, 3. М., 1975, 1976, 1977)
- «Музыкальное приношение» (Киев, 1979)
- «И. С. Бах. Избранные сочинения для клавира», (вып. 1, 2. М., 1978—1979)

### Людвиг ван Бетховен
- «Рондо соль мажор» (М., 1967)
- «12 вариаций на русскую тему» (М., 1967, переизд. 1975)
- «Багатели» (М. 1968, переизд. 1978)
- Соната № 29 (М., 1976)
- «32 сонаты в редакции А. Шнабеля» (т. 1—2. М., 1967, 1970).

### Педагогика
Автор вступительных статей, рекомендаций, составитель и проч.
- «Детская музыка» С. Прокофьева (М., 1964)
- «Инвенции» Г. Фрида (М., 1965)
- «Пьесы для юношества» М. Регера (М., 1967)
- «Детям» Б. Бартока (М., 1970)
- «Современная фортепианная музыка для детей» (вып. 1—7. М., 1966—1971)
- «Современный пианист» (совм. с В. Натансоном и М. Соколовым. М., 1970, 2-е изд. 1976)
- «Пьесы современных зарубежных композиторов для фортепиано» (вып. 1, 2. М., 1968, 1970)
- «Фортепианная музыка XX века» (М., 1973)
- «Советская фортепианная музыка для юношества» (Лейпциг, 1974, на нем. яз.)
- «Хрестоматия педагогического репертуара для фортепиано» (вып. 1—25. М., 1977—1979)

### Другое
- И. Н. Форкель «О жизни, искусстве и о произведениях И. С. Баха» (М., 1974) — редактор русского перевода.
- А. Бейшлаг «Орнаментика в музыке» (M., 1978) — редактор русского перевода.

### Источниковедение
- «Современная музыка в фортепианных классах» (в кн.: Музыкальное воспитание детей в СССР. На франц. яз. М., 1968; на рус. яз. М., 1970)
- «Артур Шнабель — исполнитель и педагог» (в кн.: Вопросы фортепианной педагогики, вып. 3. М., 1971)
- «Новые тенденции в детской музыке» («Советская музыка», 1973, № 6)
- «Музыка жива мыслью» («Советская музыка», 1973, № 10)
- «„Детский уголок“ Дебюсси — стилистические параллели и вопросы исполнения» (в кн.: Вопросы фортепианной педагогики, вып. 4. М., 1976)
- «Преданность искусству» (о Г. Окуневе, «Советская музыка», 1977, № 6)
- «Как приблизить к детям современную музыку» (в кн.: Ребёнок за фортепиано. Прага, 1977, на чеш. яз.).